# Дешут (округ)
Округ Дешут (англ. Deschutes County) располагается в штате Орегон, США. Официально образован в 1916 году. По состоянию на 2010 год, численность населения составляла 157 733 человека.

## География
По данным Бюро переписи США, общая площадь округа равняется 7912,000 км2, из которых 7816,000 км2 суша и 96,000 км2 или 1,200 % это водоёмы.

## Население
По данным переписи населения 2000 года в округе проживает 115 367 жителей в составе 45 595 домашних хозяйств и 31 962 семей. Плотность населения составляет 15,00 человек на км2. На территории округа насчитывается 54 583 жилых строений, при плотности застройки около 7,00-ми строений на км2. Расовый состав населения: белые — 94,85 %, афроамериканцы — 0,19 %, коренные американцы (индейцы) — 0,83 %, азиаты — 0,74 %, гавайцы — 0,07 %, представители других рас — 1,36 %, представители двух или более рас — 1,96 %. Испаноязычные составляли 3,73 % населения независимо от расы.
В составе 32,10 % из общего числа домашних хозяйств проживают дети в возрасте до 18 лет, 58,00 % домашних хозяйств представляют собой супружеские пары проживающие вместе, 8,50 % домашних хозяйств представляют собой одиноких женщин без супруга, 29,90 % домашних хозяйств не имеют отношения к семьям, 22,00 % домашних хозяйств состоят из одного человека, 7,70 % домашних хозяйств состоят из престарелых (65 лет и старше), проживающих в одиночестве. Средний размер домашнего хозяйства составляет 2,50 человека, и средний размер семьи 2,91 человека.
Возрастной состав округа: 24,80 % моложе 18 лет, 7,80 % от 18 до 24, 28,60 % от 25 до 44, 25,70 % от 45 до 64 и 25,70 % от 65 и старше. Средний возраст жителя округа 38 лет. На каждые 100 женщин приходится 98,70 мужчин. На каждые 100 женщин старше 18 лет приходится 97,00 мужчин.
Средний доход на домохозяйство в округе составлял 41 847 USD, на семью — 48 403 USD. Среднестатистический заработок мужчины был 34 070 USD против 25 069 USD для женщины. Доход на душу населения составлял 21 767 USD. Около 6,30 % семей и 9,30 % общего населения находились ниже черты бедности, в том числе — 10,40 % молодежи (тех, кому ещё не исполнилось 18 лет) и 6,10 % тех, кому было уже больше 65 лет.